# Elettra-Sincrotrone Trieste
Elettra-Sincrotrone Trieste è centro di ricerca internazionale, situato a Basovizza, frazione di Trieste.
L'impianto, disponibile per l'utilizzo da parte delle comunità scientifiche italiane e internazionali, ospita numerose sorgenti di luce ultraintensa, le quali utilizzano un sincrotrone e il laser ad elettroni liberi per produrre luce, dai raggi ultravioletti ai raggi X. Il centro ospita anche il progetto EUFELE (European Storage Ring FEL).
Il centro comprende due moderne sorgenti di radiazione:
- il sincrotrone Elettra, e
- il laser a elettroni liberi (FEL) FERMI

## Il sincrotrone Elettra
Elettra è un sincrotrone per elettroni in funzione dall'ottobre 1993. Gli elettroni vengono energizzati fino a raggiungere energie intorno a 2-2,4 GeV.
Dal 1993, Elettra è stata sottoposta a diversi aggiornamenti che hanno permesso una modalità operativa di ricarica dal 2010 sia per l'energia operativa 2 che 2.4 GeV. [1] L'anello di accumulo è formato da dodici gruppi di magneti che formano un anello di 260 m di circonferenza. La corrente del fascio anulare a 2 GeV è normalmente impostata a 310 mA e la modalità operativa di rabbocco prevede una nuova iniezione anulare ogni 6 min: viene iniettato 1 ma elettrone in 4 secondi, mantenendo la corrente anulare costante nell'intervallo del 3‰. A 2,4 GeV la corrente del fascio è impostata a 140 mA, e le iniezioni di rabbocco avvengono ogni 20 minuti: in questo caso, viene iniettato 1 ma elettrone su 4 s mantenendo il livello di corrente costante a 7‰. Allo stato attuale, la luminosità spettrale disponibile sulla maggior parte delle linee di fascio è fino a 1019 fotoni/s/mm2/mrad2/0,1% bw.
È uno degli unici due sincrotroni presenti in Italia, l'altro è DAFNE presso i Laboratori Nazionali di Frascati.
Il 2 luglio 2025 l'acceleratore viene spento dopo 32 anni di attività per permettere l'inizio dei lavori di ammodernamento ad Elettra 2.0 che porteranno, ai primi utenti previsti nel 2027, una nuova sorgente in grado di fornire fotoni più stabili e fasci di luce 1.000 volte più intesi e circa 400 volte più coerente della precedente versione.

## Il laser a elettroni liberi FERMI
FERMI (Free Electron laser Radiation for Multidisciplinary Investigations) è operativo 24 ore su 24 e fornisce luce di frequenza selezionabile a più di 30 stazioni sperimentali su 28 linee di fascio.
I FERMI FEL sfruttano la tecnologia di generazione FEL instillato (seeded FEL), operando a 2 GeV e producendo impulsi di luce a femtosecondi coerenti con polarizzazione variabile, in un intervallo di energia ultravioletta. Gli impulsi ottici prodotti sono caratterizzati da un'elevata potenza di picco (~ GW) erogata a 8 diverse linee di fascio. La luminosità di picco delle sorgenti FEL dovrebbe arrivare fino a 1030 fotoni/s/mm2/mrad2/0,1% bw.